# گرینوود (آرکانزاس)
گرینوود (آرکانزاس) (به انگلیسی: Greenwood, Arkansas) یک شهر در ایالات متحده آمریکا با جمعیت ۸٬۹۵۲ نفر است که در آرکانزاس واقع شده‌است.

## موقعیت جغرافیایی
موقعیت جغرافیایی شهرها و مناطق اطراف به شرح زیر است: